# Bundesstraße 284
Pour les articles homonymes, voir Route 284.
La Bundesstraße 284 est une Bundesstraße du Land de Hesse.

## Trafic
La Bundesstraße 284 relie les B 278 et B 279 dans l'arrondissement de Fulda et franchit la ligne de partage des eaux entre la Fulda et la Werra.

## Source
- (de) Cet article est partiellement ou en totalité issu de l’article de Wikipédia en allemand intitulé « Bundesstraße 284 » (voir la liste des auteurs).

1. ↑  (de) « Die Bundes- und Reichsstraßen in Deutschland - Nr. 166 bis 327 » [archive du 18 février 2009], sur home.arcor.de (consulté le 16 juillet 2025)